# Sporting Clube de Bissau
Lo Sporting Clube de Bissau, meglio noto come Sporting de Bissau, è una società calcistica guineense della città di Bissau. Con quattordici campionati nazionali, sei coppe nazionali e due supercoppe vinte, lo Sporting Bissau è il club più titolato del paese.

## Storia
Fondato nel 1936, il club prese il nome ed i colori dello Sporting Lisbona. Partecipò per due edizioni (1967, 1970) alla fase finale della Coppa di Portogallo, venendo eliminata agli ottavi di finale.

## Palmarès

### Competizioni nazionali
- Campionato della Guinea-Bissau: 14

1983, 1984, 1986, 1991, 1992, 1994, 1997, 1998, 2000, 2002, 2004, 2005, 2007, 2021
- Taça Nacional da Guiné-Bissau: 6

1976, 1982, 1986, 1987, 1991, 2005
- SuperTaça Nacional da Guiné-Bissau: 2

2004, 2005